# Giuliano Amato
Pour les articles homonymes, voir Amato (homonymie).
Giuliano Amato, né le 13 mai 1938 à Turin, est un universitaire et homme d'État italien, membre du Parti démocrate (PD) et président du Conseil des ministres de 1992 à 1993 puis de 2000 à 2001.
Auparavant membre du Parti socialiste italien, il siège à la Chambre des députés de 1983 à 1993. Proche de Bettino Craxi, il devient vice-président du Conseil et ministre du Trésor en 1987. Cinq ans plus tard, il est nommé président du Conseil des ministres alors que l'Italie est confrontée aux conséquences de l'opération judiciaire « Mains propres ».
Ministre pour les Réformes institutionnelles puis chargé du Trésor dans les deux gouvernements successifs de Massimo D'Alema, il retrouve la présidence du Conseil en 2000, pour quelques mois. Il siège ensuite au Sénat de la République à partir de 2001.
Souvent mentionné dans la liste des prétendants à la présidence de la République, il est ministre de l'Intérieur dans le deuxième gouvernement de Romano Prodi, entre 2006 et 2008. Retiré de la vie politique, il est nommé juge à la Cour constitutionnelle par Giorgio Napolitano en 2013.

## Biographie

### Formation universitaire
Issu d'une famille sicilienne, il grandit en Toscane et accomplit ses études secondaires à Lucques. Il intègre ensuite le collège médico-juridique de Pise (devenu en 1987 École supérieure Sainte-Anne de Pise), où il obtient une licence en droit. Il se perfectionne en 1962, passant avec succès un Master of Laws à l'université Columbia.
Il a été élève et collaborateur de Carlo Lavagna, spécialiste en droit public et constitutionnel. D'abord professeur associé à l'université de Modène et de Reggio d'Émilie, une fois devenu professeur ordinaire il enseigne à l'université de Pérouse, à l'université de Florence et à la New York University School of Law. Il achève sa carrière à la faculté de Sciences politiques de l'université La Sapienza, où il a été de 1975 à 1997 professeur de droit constitutionnel italien et comparé.
Il est actuellement professeur émérite à l'Istituto Universitario Europeo de Fiesole, où il avait enseigné pendant des années. Depuis 2009 il tient des séminaires à l'université Luiss de Rome.

### Proche de Bettino Craxi
Il commence par adhérer au Parti socialiste italien d'unité prolétarienne (PSIUP) et, après la disparition de celui-ci, il rejoint, en 1972, le Parti socialiste italien (PSI). D'abord proche du ministre du Budget et de la Programmation économique Antonio Giolitti, dont il est le conseiller juridique, il se rapproche ensuite du secrétaire du parti, Bettino Craxi, dont il devient le conseiller économique et politique.
Candidat aux élections générales anticipées des 26 et 27 juin 1983, il est élu à la Chambre des députés dans la première circonscription, qui comprend la province de Turin. Le 5 août suivant, il est choisi par Craxi, nouveau président du Conseil des ministres, pour occuper le poste de sous-secrétaire d'État à la présidence du Conseil, secrétaire du Conseil des ministres. Il est reconduit le 1er août 1986, quand Craxi constitue son second gouvernement.
Il doit finalement quitter l'exécutif le 17 avril 1987, après la fin de la coalition au pouvoir, et est réélu député aux élections générales anticipées du 14 juin suivant. Le 28 juillet, il est nommé vice-président du Conseil des ministres et ministre du Trésor dans le gouvernement du démocrate-chrétien Giovanni Goria. Reconduit à son ministère par Ciriaco De Mita le 13 avril 1988, il cède la vice-présidence au socialiste Gianni De Michelis.
Au XLVe congrès du PSI, à Milan en mai 1989, Bettino Craxi le choisit comme vice-secrétaire du parti. À peine deux mois plus tard, le 22 juillet, il perd sa place au gouvernement, désormais dirigé par Giulio Andreotti.

### Premier gouvernement Amato
Lors des élections générales des 5 et 6 avril 1992, alors que le scandale de corruption et de financement illégal des partis, « Tangentopoli », prend de l'ampleur, il est réélu à la chambre basse mais dans la dix-septième circonscription, en Toscane.
Craxi, mis en cause dans ce qui devient l'opération Mains propres (Mani pulite), doit renoncer à former le gouvernement et propose Giuliano Amato au nouveau président de la République, Oscar Luigi Scalfaro. Le 28 juin, étant parvenu à s'allier avec la Démocratie chrétienne (DC), le Parti libéral italien (PLI) et le Parti social-démocrate italien (PSDI), il présente son premier gouvernement.
Le 11 juillet 1992, Giuliano Amato met en place un prélèvement obligatoire de 0,6 % sur tous les comptes bancaires italiens, rétroactif sur deux jours. Cette opération permit de faire entrer dans les caisses de l’État en l’espace d’une nuit 30 000 milliards de lires (soit près de 15 milliards d'euros).
Il s'engage alors à ce que tout ministre mis en cause pour corruption quitte son équipe, ce qui entraînera de nombreux départs au cours de son mandat. Toutefois, le 5 mars 1993, son gouvernement approuve un décret-loi dépénalisant le financement illégal de partis politiques avec effet rétroactif. Ce texte suscite un véritable tollé et le président Scalfaro refuse de le promulguer. Le 21 avril, Amato remet sa démission, trois jours après l'adoption d'une nouvelle loi électorale par référendum.

### Figure du centre gauche
À l'approche des élections générales anticipées des 27 et 28 mars 1994, il renonce à se porter candidat à un quatrième mandat et quitte le PSI, alors en pleine déconfiture. Il participe à la création du « Pacte pour l'Italie », une coalition centriste formée par Mariotto Segni et le Parti populaire italien (PPI), mais celle-ci se révèle un échec à la Chambre des députés.
Retiré de la vie politique, il est nommé, en 1994, président de l'Autorité de garantie de la concurrence et du marché (AGCM). Par la suite, il se rapproche de L'Olivier, une coalition de centre gauche fondée en 1995 par Romano Prodi et qui remporte les élections générales anticipées du 21 avril 1996.
Le 21 octobre 1998, le secrétaire des Démocrates de gauche (DS), Massimo D'Alema, remplace Prodi comme président du Conseil des ministres et forme son premier gouvernement, dans lequel Amato est nommé ministre sans portefeuille, chargé des Réformes institutionnelles. À la suite de l'élection de Carlo Azeglio Ciampi à la présidence de la République, il le remplace en tant que ministre du Trésor, du Budget et de la Programmation économique, le 13 mai 1999. Il est reconduit le 22 décembre suivant, dans le gouvernement D'Alema II.

### Second gouvernement Amato
À la suite de la défaite de L'Olivier aux élections régionales du 16 avril 2000, D'Alema démissionne et la coalition au pouvoir désigne Giuliano Amato pour occuper les fonctions de président du Conseil des ministres. Il prend ses fonctions et présente son second gouvernement neuf jours plus tard, le 25 avril.

### Dans l'opposition, puis au gouvernement
Aux élections générales du 13 mai 2001, il se présente sous les couleurs de L'Olivier au Sénat de la République, dans la quatorzième circonscription de Toscane, et l'emporte par 48,1 % des voix. Tout au long de la législature, il siège au sein du groupe mixte. En janvier 2002, il est choisi comme vice-président de la convention sur l'avenir de l'Europe.
Pour les élections générales des 9 et 10 avril 2006, il se présente à la Chambre des députés, dans la douzième circonscription, qui correspond à la Toscane. Revenu à la chambre basse, il est nommé ministre de l'Intérieur par Romano Prodi le 17 mai suivant. Lorsque, le 14 octobre 2007, L'Olivier se transforme en Parti démocrate (PD), il rejoint cette nouvelle formation, retrouvant une activité partisane après treize ans sans carte d'un parti.

### Retraite politique
À la suite de la chute du gouvernement Prodi II, le 24 janvier 2008, il renonce à être candidat aux élections générales anticipées des 13 et 14 avril suivants et se met alors en retrait de la vie politique.
En août 2008, il accepte de présider la commission sur l'avenir de Rome voulue par le maire de la capitale italienne, Gianni Alemanno, élu le 28 avril 2008 sous les couleurs du Peuple de la liberté (PDL). La commission pour l'avenir de Rome devrait réunir une quarantaine de membres issus de la société civile, religieuse et politique, sur le modèle de la commission Attali pour « la libération de la croissance », mise en place en France par Nicolas Sarkozy. Toutefois, il doit renoncer, à la suite de déclarations du maire. Celui-ci avait condamné, lors d'une visite à Jérusalem le 6 septembre 2008, « les lois raciales », considérées comme « le mal absolu », mais pas le fascisme, « un phénomène complexe ».

### À la Cour constitutionnelle
Il est nommé président de l'Institut de l'Encyclopédie Treccani le 20 février 2009, puis président de l'École supérieure Sainte-Anne de Pise le 21 février 2012. Il renonce à ces deux fonctions après avoir rejoint la Cour constitutionnelle.
Le 12 septembre 2013, Giuliano Amato, dont le nom avait été évoqué au mois d'avril pour la succession du président de la République, Giorgio Napolitano, au palais du Quirinal, est nommé par ce dernier, juge de la Cour constitutionnelle, pour un mandat de neuf ans. Le 16 septembre 2020, il est élu vice-président de la Cour par ses pairs. En 2022, il est à nouveau cité parmi les présentiables pour la succession de Sergio Mattarella.
Le 29 janvier 2022, il est élu à l'unanimité président de la Cour constitutionnelle.